# Alex Zanardi
Alessandro »Alex« Zanardi, italijanski dirkač Formule 1, * 23. oktober 1966, Bologna, Italija.
Alex Zanardi je upokojeni italijanski dirkač Formule 1. Debitiral je v sezoni 1991, ko je nastopil na zadnjih treh dirkah sezone, in dosegel dve deveti mesti. Po treh nastopih v sezoni 1992 brez uvrstitev, je v sezoni 1993 dosegel svojo prvo in edino točko v karieri s šestim mestom na Veliki nagradi Brazilije. Po slabši sezoni 1994 se je moral začasno posloviti iz Formule 1, vendar po dveh naslovih v seriji CART je spet dobil sedež za sezono 1999. Toda, ker kljub razmeroma konkurenčnemu Williamsu ni uspel osvojiti niti ene točke, se je moral po koncu sezone zopet posloviti iz Formule 1.
Leta 2001 se je po enoletnem premoru spet posvetil dirkanju in podpisal pogodbo z moštvom Mo Nunn Racing v seriji CART. Septembra tega leta je na petnajsti dirki sezone, ki se je odvijala na dirkališču EuroSpeedway Lausitz v nemški zvezni deželi Brandenburg, doživel hudo nesrečo, v kateri je izgubil obe nogi. Kljub temu se je oktobra leta 2003 v Monzi vrnil k dirkanju z nastopom na dveh dirkah zadnjega kroga sezone v evropskem prvenstvu turističnih avtomobilov ETCC, v katerem je leta 2004 redno nastopal. Med letoma 2005 in 2009 se je udeležil 105 dirk v svetovnem prvenstvu turističnih avtomobilov WTCC in dosegel štiri zmage.

## Popolni rezultati Formule 1
(legenda) (odebeljene dirke pomenijo najboljši štartni položaj, poševne pa najhitrejši krog, †-uvrščen kljub odstopu)
| Leto | Moštvo            | Šasija        | Motor           | 1       | 2       | 3      | 4       | 5       | 6       | 7       | 8       | 9       | 10      | 11      | 12      | 13      | 14      | 15      | 16      | Prv | Toč |
| ---- | ----------------- | ------------- | --------------- | ------- | ------- | ------ | ------- | ------- | ------- | ------- | ------- | ------- | ------- | ------- | ------- | ------- | ------- | ------- | ------- | --- | --- |
| 1991 | Team 7UP Jordan   | Jordan 191    | Ford V8         | ZDA     | BRA     | SMR    | MON     | KAN     | MEH     | FRA     | VB      | NEM     | MAD     | BEL     | ITA     | POR     | ŠPA 9   | JAP Ret | AVS 9   | 31. | 0   |
| 1992 | Minardi Team      | Minardi M192  | Lamborghini V12 | JAR     | MEH     | BRA    | ŠPA     | SMR     | MON     | KAN     | FRA     | VB DNQ  | NEM Ret | MAD DNQ | BEL     | ITA     | POR     | JAP     | AVS     | -   | 0   |
| 1993 | Team Lotus        | Lotus 107B    | Ford V8         | JAR Ret | BRA 6   | EU 8   | SMR Ret | ŠPA 14  | MON 7   | KAN 11  | FRA Ret | VB Ret  | NEM Ret | MAD Ret | BEL DNS | ITA Inj | POR Inj | JAP Inj | AVS Inj | 20. | 1   |
| 1994 | Team Lotus        | Lotus 107C    | Mugen Honda V10 | BRA     | PAC     | SMR    | MON     | ŠPA 9   | KAN 15  |         |         |         |         |         |         |         |         |         |         | 30. | 0   |
| 1994 | Team Lotus        | Lotus 109     | Mugen Honda V10 |         |         |        |         |         |         | FRA Ret | VB Ret  | NEM Ret | MAD 13  | BEL     | ITA Ret | POR     | EU 16   | JAP 13  | AVS Ret | 30. | 0   |
| 1999 | Winfield Williams | Williams FW21 | Supertec V10    | AVS Ret | BRA Ret | SMR 11 | MON 8   | ŠPA Ret | KAN Ret | FRA Ret | VB 11   | AVT Ret | NEM Ret | MAD Ret | BEL 8   | ITA 7   | EU Ret  | MAL 10  | JAP Ret | 19. | 0   |